# Heybeliada
Heybeliada (griechisch Χάλκη Chálki, altgriechisch Δημόνησος Dēmónēsos) ist die zweitgrößte der Prinzeninseln im Marmarameer. Administrativ gehört sie zum Istanbuler Stadtteil Adalar. Der heutige Name bezieht sich auf die Konturen der Hügel, die einem Sattel ähneln (Heybe = Satteltasche).
Den höchsten Punkt der Insel bildet mit 136 m der Değirmen Tepe. Andere Hügel sind Taş Ocağı Tepe (128 m), Ümit Tepe (85 m) und Makarios Tepe (98 m). Heybeliada hat vier Häfen (Bahriye, Mendirek, Değirmenburnu und Çam). Der Çam-Hafen bildet dabei den größten Hafen.

## Geschichte
Stephanos von Byzanz erwähnt die Insel in seinem Werk der Ethnika und sagt, dass der ältere Name der Insel Dēmónēsos sei, was so viel wie die gegliederte Insel heißt. Aber nach der Entdeckung von Kupfer erhielt die Insel den Namen Chálki (griechisch χαλκός ‚Kupfer‘). Der türkische Name ist schon im Reisetagebuch des Evliya Çelebis Mitte des 17. Jahrhunderts belegt.
Heybeliada war bis zum Beginn des 19. Jahrhunderts eine Fischerinsel, doch mit der Errichtung von Schulen (erste private osmanische Handelsschule, osmanische Marineakademie) und durch die wohlhabende griechische Kommune erlebte die Insel einen Aufschwung. Erster Bürgermeister wurde 1887 der Grieche Papa Yani. 1894 beschädigte ein schweres Erdbeben die Gebäude der Insel. Die osmanische Marineakademie (Deniz Lisesi) wurde 1917 bis 1918 von einem Deutschen, Kapitänleutnant Kurt Böcking befehligt. Böckings persönlicher Stabsdolmetscher war Wolfgang Schrader (1894–1984), der älteste Sohn von Friedrich Schrader. Ein prominenter Schüler der Marineakademie in diesem Zeitraum war der Dichter Nazim Hikmet.
Nach Gründung der Türkei 1923 wurde auf Heybeliada ein Sanatorium für Tuberkulosekranke eingerichtet. Die Marineakademie wurde aus Sicherheitsgründen während des Zweiten Weltkrieges nach Mersin verlegt und 1946 wieder zurückverlegt. Nach dem Istanbuler Pogrom gegen die griechische Minderheit im September 1955 wanderte ein Teil der Inselgriechen nach Griechenland aus.

## Bauwerke

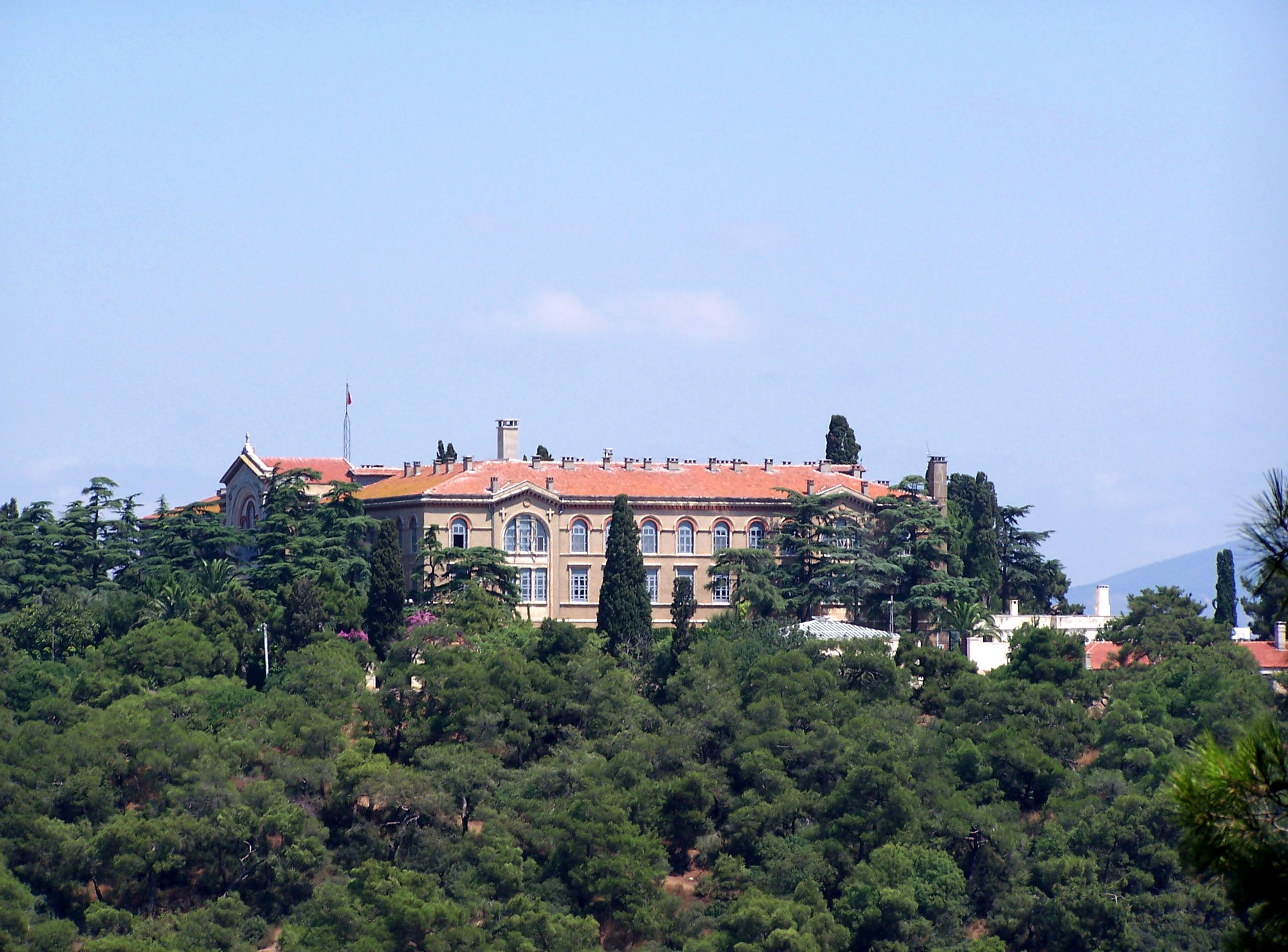
Das Seminar von Chalki

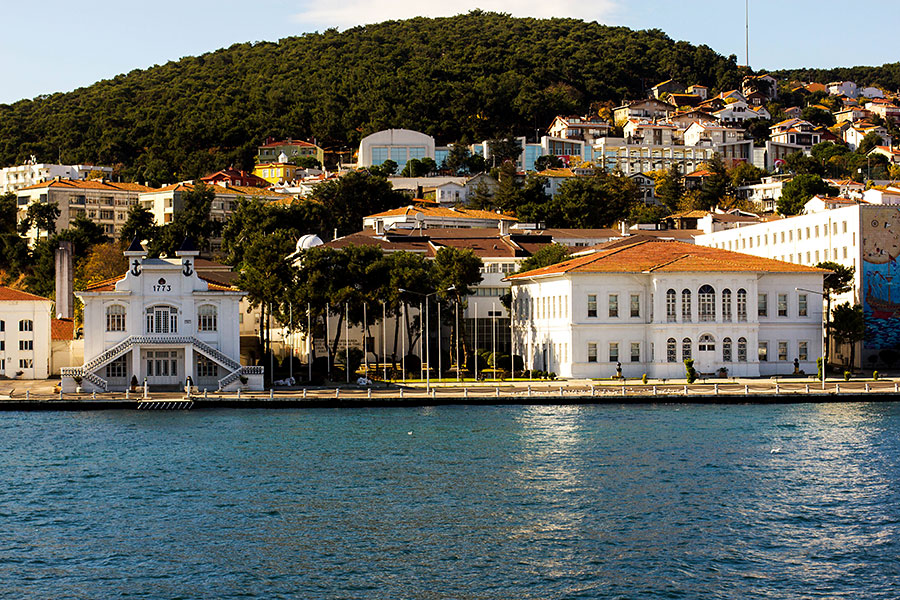
Deniz Lisesi (Marineakademie) auf der Insel Heybeliada, November 2016

Die Insel hat einige griechisch-orthodoxe Bauwerke. Beim Çam-Hafen steht das Terki-Dünya-Kloster aus dem Jahr 1868. Daneben gibt es noch das Aya-Yorgi-Uçurum-Kloster (Hagios Georgios – Heiliger Georg) von 1758 und die Jungfrau-Maria-Kirche, die 1341 von Kaiser Johannes V. errichtet worden ist. Auf der Spitze des nördlichen Ümit-Tepe (ehemals Papaz-Tepe) steht ein griechisch-orthodoxes Kloster aus dem 11. Jahrhundert, in dem das Seminar von Chalki untergebracht ist. Dieses war bis 1971 die wichtigste Theologische Hochschule des Ökumenischen Patriarchats von Konstantinopel. Die Schule ist heute geschlossen und zieht Touristen aus Griechenland und der Türkei an. Neben diesen christlichen Bauten existiert noch die Bet-Yaakov-Synagoge und die Moschee Heybeliada Camii.
Auf dem Grundstück der Marineakademie befindet sich das Grab des englischen Botschafters Edward Barton, welcher der zweite Botschafter Großbritanniens im Osmanischen Reich war. Ebenfalls auf dem Gelände befindet sich die einzige erhaltene byzantinische Kirche namens Kamariotissa. Kamariotissa war die letzte Kirche, die vor dem Fall Konstantinopels 1453 erbaut worden war. Die türkische Marine hat die Korvette Heybeliada der Ada-Klasse nach der Insel benannt.

## Verkehr
Um die Luft und Umwelt von Heybeliada nicht zu verschmutzen, sind auf der Insel keine motorisierten Fahrzeuge gestattet. Ausnahmen bilden Fahrzeuge der Ambulanz, Polizei, Feuerwehr und ähnliche Fahrzeuge. Fortbewegungsarten auf der Insel sind zu Fuß, per Fahrrad oder Kutsche. Heybeliada hat keinen Flugplatz, sondern nur einen Schiffshafen.

## Einwohnerzahl
Im Winter beträgt die Einwohnerzahl der Insel etwa 5600, steigt jedoch im Sommer wegen der Besitzer von Sommerwohnungen auf ungefähr 10.000 an. Hauptattraktionen im Sommer sind die Open-air-Konzerte, ein Schwimm- und Fitnessclub am Meer und der jährliche Umzug der Marineband zum Unabhängigkeitstag.

## Persönlichkeiten
- Aziz Nesin (1915–1995), Pädagoge und Schriftsteller
- Tarzan Toma (1917–1993), Sportler und Schauspieler griechischer Herkunft